# Districtul Si Mahosot
Si Mahosot (în thailandeză ศรีมโหสถ) este un district (Amphoe) din provincia Prachinburi, Thailanda, cu o populație de 18.137 de locuitori și o suprafață de 130,830 km².

## Componență
Districtul este subdivizat în 4 subdistricte (tambon), care sunt subdivizate în 24 de sate (muban).
| Nr. | Nume           | În thailandeză | Sate | Locuitori |  |
| --- | -------------- | -------------- | ---- | --------- |  |
| 1.  | Khok Pip       | โคกปีบ          | 9    | 9,090     |  |
| 2.  | Khok Thai      | โคกไทย         | 7    | 6,000     |  |
| 3.  | Khu Lam Phan   | คู้ลำพัน          | 4    | 1,193     |  |
| 4.  | Phai Cha Lueat | ไผ่ชะเลือด       | 4    | 1,854     |  |